# Incubus
Incubus é uma banda norte-americana de rock alternativo formada em Calabasas, Califórnia, no ano de 1991. Seus cinco membros são: Brandon Boyd (vocal e percussão), Mike Einziger (guitarra), Ben Kenney (ex-baixista oficial da Banda The Roots), Jose Pasillas (bateria) e o DJ Chris Kilmore (turntables e piano). Antigos membros incluem DJ Lyfe (turntables) e Alex Katunich (também conhecido Dirk Lance) (baixo).
Desde sua formação a banda já vendeu mais de 19 milhões de álbuns em todo mundo.

## História
A banda começou em 1990 na Escola Média Wright tocando covers de Metallica e Megadeth. Ainda nos shows de escola e de garagem os integrantes da banda decidiram não tocar mais covers e escrever suas próprias canções. As primeiras foram "Purple Kool-Aid", "Sylvester Polyester", "My Soul (The Underground)" e "The Milkman Song". Depois do segundo álbum a banda já estava com várias mini-turnês e depois da entrada de um DJ para a banda, o som teve uma mistura de rock, eletrônico com hip-hop e funk, conseguindo assim um gênero alternativo. O álbum S.C.I.E.N.C.E é lançado em 1997, o que lança a banda para um novo estágio participando da Warped Tour, Ozzfest e Family Values Tour tocando com várias bandas conhecidas como Soulfly, Korn, Limp Bizkit e System of a Down.

### Fama
Depois de várias e constantes turnês pelos Estados Unidos e pelo mundo, a banda lança o single "Pardon Me" e começa a despontar nos programas e rádios populares, e depois lança o álbum Make Yourself vendendo 500 mil cópias. Em 2020, a revista Metal Hammer o elegeu como um dos 20 melhores álbuns de metal de 1999. Em 2000 Make Yourself já tinha vendido mais de um milhão de cópias e em 2001 chegando a dois milhões de cópias. O vídeo musical de "Drive" foi indicado a melhor vídeo na categoria Melhor Videoclipe de Grupo no prêmio Video Music Awards, da MTV (EUA), perdendo para a banda NSYNC. No começo de 2002 a banda estava no #9 com "Drive", #12 com "Stellar", #20 com "Wish You Were Here", #75 com "Nice to Know You" e #31 com o disco Morning View. Em 2004 lançaram o vídeo musical "Megalomaniac", uma crítica à política de George W. Bush.Em 2006 lançaram o Álbum "Light Grenades" e a primeira música de trabalho foi "Anna Molly". Outros singles foram "Dig", "Love Hurts" e "Oil and Water".

### Hiato
Em abril de 2008 a banda deu uma pausa nas gravações e turnês, enquanto seus membros se concentraram na escola, família e outras atividades. Brandon Boyd se matriculou em um programa de arte da universidade, enquanto o guitarrista Mike Einziger foi para a escola de música de Harvard para estudar composição. O baterista Jose Pasillas também. "Então há um monte de coisas da vida normal acontecendo agora na escola, os bebês, as hipotecas", disse Boyd. "Eu acredito não seria uma coisa ruim desaparecer por um ano ou dois anos", disse. "Muita gente diria que a cultura se move muito rápido e é preciso lembrar as pessoas, mas eu diria que não há qualquer pressa."

### Retorno (2008-presente)
Por volta de janeiro de 2009,a banda postou no site oficial um vídeo onde diziam que estavam planejando regressar, e estavam animados para criar novas músicas.
Monuments and Melodies foi lançado em 16 de junho de 2009 como CD duplo. No primeiro, há os maiores êxitos da banda junto com mais duas músicas novas, "Black Heart Inertia" e "Midnight Swim", enquanto o segundo é uma coleção de raridades, lado B, cortes de sons, versões alternativas, três músicas inéditas anteriormente, e um cover do Prince, "Let's Go Crazy".
O mais recente trabalho do grupo é o EP Trust Fall (Side B), enquanto o último álbum é o 8, lançado em 2017. Em 2023 o baixista se afasta para realizar um cirurgia no cérebro para retirada de um tumor. Equando ele fica afastado para recuperação, a baixista Tal Winkenfeld o substitui.

## Estilo e influências

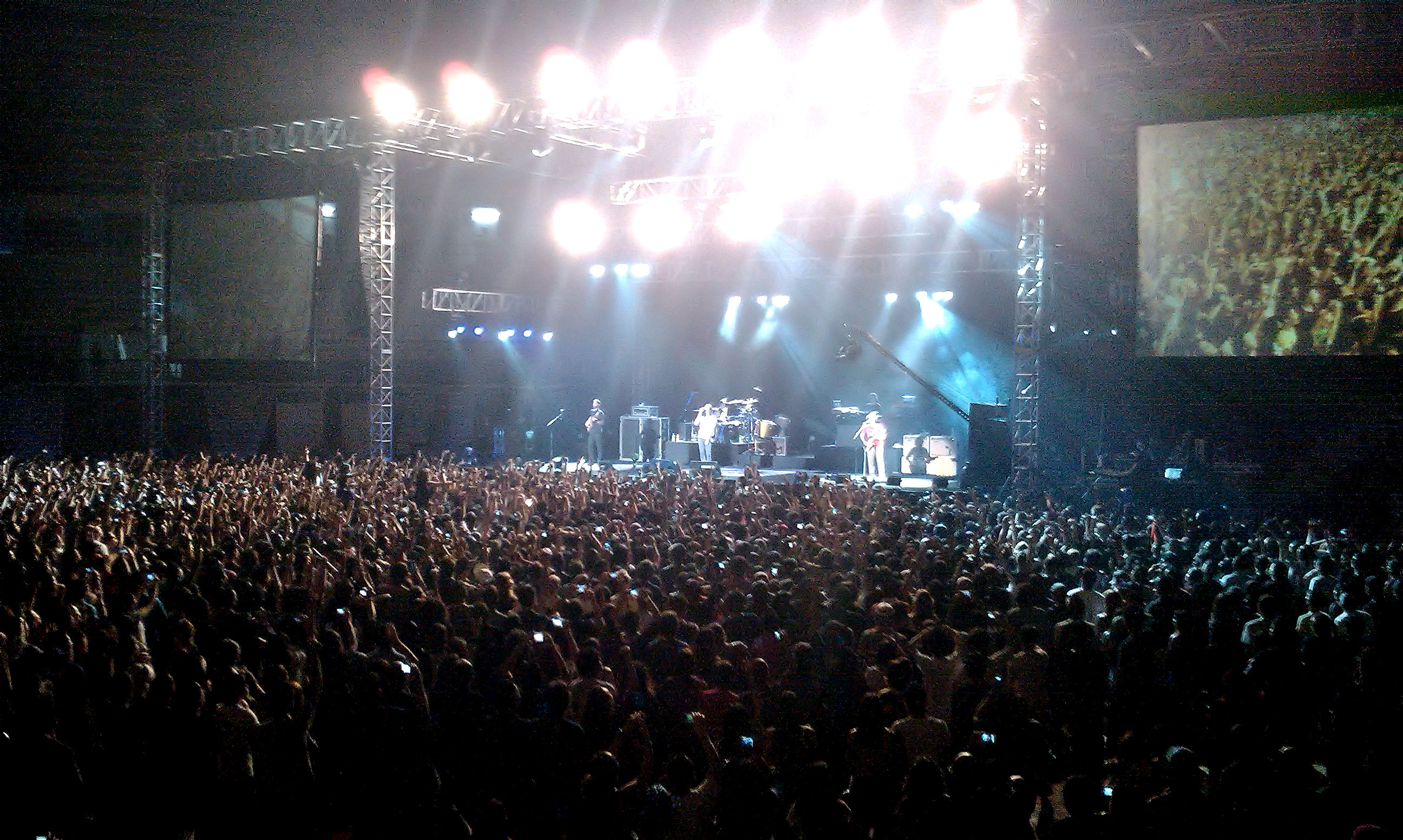
Incubus concert in Kuala Lumpur, Malaysia.

Acima do rumo de sua carreira, Incubus tem utilizado elementos de uma variedade de gêneros e estilos; com algumas críticas visando a ambição da banda, e a dificuldade de classificar corretamente. Nas notas de relançamento do Fungus Amongus, Brandon declarou a banda procurar "ser como Primus, Mr. Bungle, e The Red Hot Chili Peppers em um só. Vamos, quem não queria ser isso?" mas concluindo que Incubus é, basicamente, uma banda de rock alternativo.  A banda tem usado alguns instrumentos, incluindo um djembe, sitar, didgeridoo, e bongos em muitas de suas músicas e durante as performances ao vivo, e com o uso de uma pipa (tocada por Einziger) na música "Aqueous Transmission".
O vocalista Brandon Boyd tem chamado o artista de avant-garde Mike Patton a maior influência, com muitas de suas características aparecendo ambas dentro da música do Incubus e no vocal de Brandon. Com seus álbuns anteriores a banda mostrou uma variedade de qualidades experimentais, mixando tradicionais gêneros como metal, punk, e grunge com funk, jazz, e psicodélico (e com a introdução de DJ Gavin Koppell e mais tarde Chris Kilmore, com influências eletrônicas). Os álbuns da banda são bem desenvolvidos, com um som de rock moderno, enquanto ainda mostravam experimentação e um amadurecimento, colocando em elementos e influências de heavy metal, hip hop, surf rock, post-grunge, rock progressivo, folk, e space rock.

## Discografia
| - 1995 - Fungus Amongus - 1997 - S.C.I.E.N.C.E - 1999 - Make Yourself - 2001 - Morning View - 2004 - A Crow Left of the Murder - 2006 - Light Grenades - 2011 - If Not Now, When? - 2017 - 8 - 2009 - Monuments and Melodies - 2012 - The Essencial - 1994 - Closet Cultivation - 1995 - Incubus - 1997 - Enjoy Incubus - 2000 - When Incubus Attacks Volume 1 - 2015 - Trust Fall (Side A) - 2020 - Trust Fall (Side B) | - 2003 - Live at Lollapalooza - 2004 - Live in Japan - 2004 - Live in Sweden - 2004 - Live in Malaysia - 1997 - Spawn OST - 1999 - 4x4 World Trophy OST - 2000 - Little Nicky OST - 2000 - Scream 3 OST - 2004 - Halo 2 OST - 2005 - Stealth OST - 2007 - Surf's Up OST |

## Videografia
- 2001 - When Incubus Attacks...
- 2002 - Morning View Sessions
- 2004 - Alive at Red Rocks
- 2007 - Look Alive